# Toyota Comfort
Der Toyota Comfort ist eine von 1995 bis 2017 gebaute Limousine des japanischen Automobilherstellers Toyota mit Hinterradantrieb. Er basiert auf dem Modell Toyota Crown (S150).
1995 lancierte Toyota den Comfort, der mit seiner betont nüchtern gestalteten Karosserie und relativ simpler Technik (hintere Starrachse) in erster Linie den Taxi- und Großkundenmarkt ansprechen sollte. In Hongkong und Singapur dominierte das Modell lange den Taxi-Markt. In Singapur wurde sie alle bis September 2014 komplett ersetzt, da die Taxis für ihren Service zu alt waren. Viele der Taxis in Singapur verwenden Hyundai Sonata, Hyundai i40, Toyota Prius, Chevrolet Epica, Renault Latitude, Kia Optima und Hyundai i30.
Konkurrenten des Comfort waren die ähnlich konzipierten Modelle Nissan Crew und Nissan Cedric.
Angetrieben wird der Comfort wahlweise von einem 2,2-l-Dieselmotor oder einem Zweiliter-Reihenvierzylinder mit quadratischen Bohrungs- und Hubmaßen, der mit Flüssiggas betrieben wird und 58 kW (79 PS) leistet. Ehemals waren auch Benzinmotoren erhältlich.
Das Modellprogramm umfasst die Ausstattungsvarianten Standard (Grundmodell) und die besser ausgestatteten Versionen Deluxe und SG. Eine Version mit 10 cm längerem Radstand ist unter der Bezeichnung Crown Comfort in das Toyota-Crown-Modellprogramm integriert. Die AutoDoor erlaubt es dem Fahrer, über ein Gestänge die Fondtür auf der Beifahrerseite zu öffnen. Das Modell ist als fünf- und sechssitzige Version (mit durchgehender Sitzbank vorne) erhältlich.
| Technische Daten Toyota Comfort 2007              |                                                          |                             |                             |
| Toyota Comfort                                    | 2000 LPG                                                 |                             |                             |
| Motor:                                            | 4-Zylinder-Reihenmotor (Viertakt)                        |                             |                             |
| Motortyp:                                         | 3Y-PE                                                    |                             |                             |
| Hubraum:                                          | 1998 cm³                                                 |                             |                             |
| Bohrung × Hub:                                    | 86 × 86 mm                                               |                             |                             |
| Leistung bei 1/min:                               | 58 kW (79 PS) bei 4400                                   |                             |                             |
| Max. Drehmoment bei 1/min:                        | 160 Nm bei 2400                                          |                             |                             |
| Verdichtung:                                      | 10,5:1                                                   |                             |                             |
| Gemischaufbereitung:                              | Elektronische Einspritzung                               |                             |                             |
| Ventilsteuerung:                                  | OHC                                                      |                             |                             |
| Kühlung:                                          | Wasserkühlung                                            |                             |                             |
| Getriebe:                                         | 5-Gang-Getriebe a.W. Viergang-Automatik Hinterradantrieb |                             |                             |
| Radaufhängung vorn:                               | Dreiecklenker, Schraubenfedern                           |                             |                             |
| Radaufhängung hinten:                             | Starrachse, Schraubenfedern                              | Starrachse, Schraubenfedern | Starrachse, Schraubenfedern |
| Lenkung:                                          | nicht angegeben                                          |                             |                             |
| Karosserie:                                       | Stahlblech, selbsttragend                                |                             |                             |
| Spurweite vorn/hinten:                            | 1455/1400 mm                                             |                             |                             |
| Höchstgeschwindigkeit:                            | nicht angegeben                                          |                             |                             |
| 0–100 km/h:                                       | nicht angegeben                                          |                             |                             |
| Verbrauch (Liter/100 Kilometer, japanische Norm): | 9,5–10,7 LPG                                             |                             |                             |

## Galerie

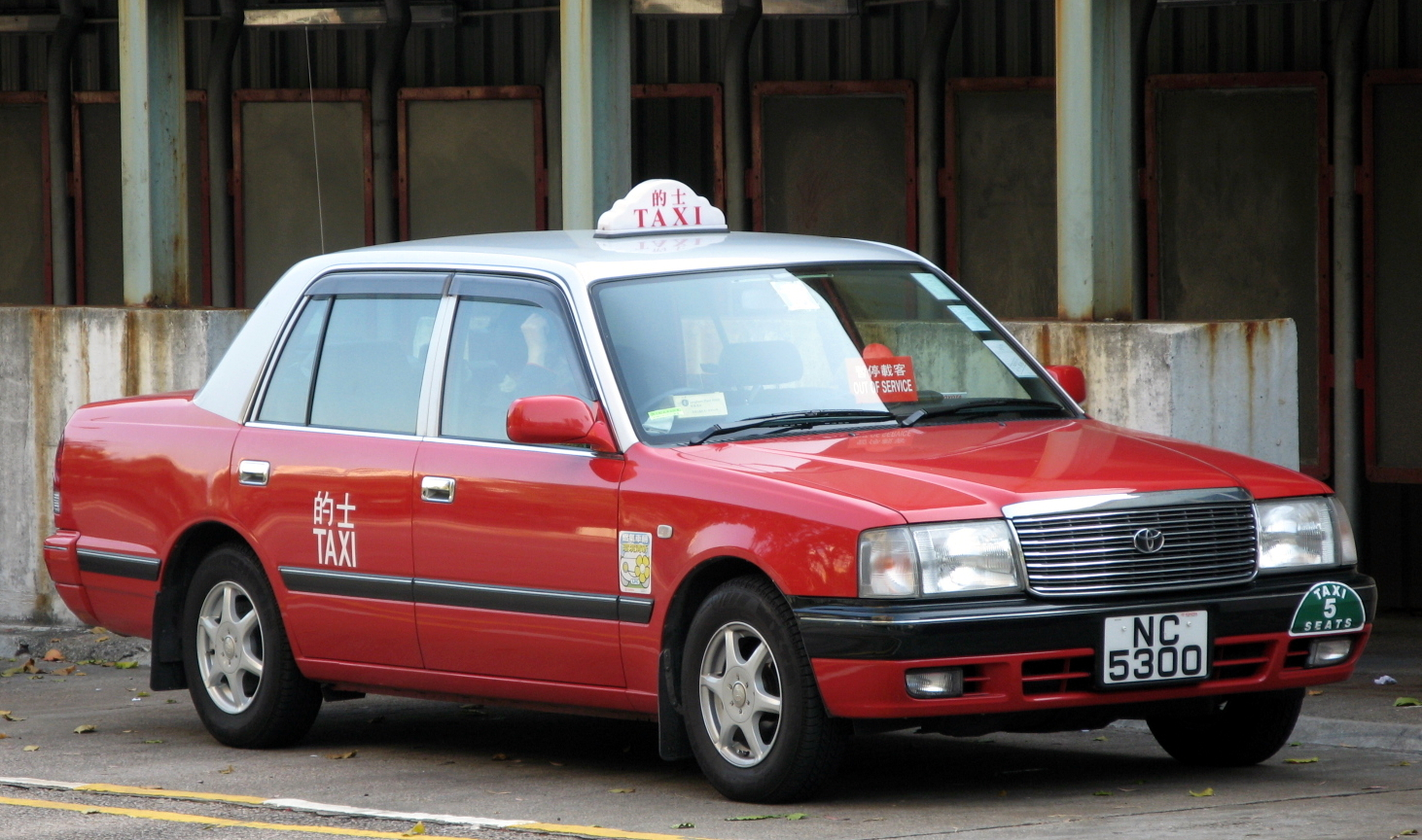
Toyota Crown Comfort Taxi in Hong Kong
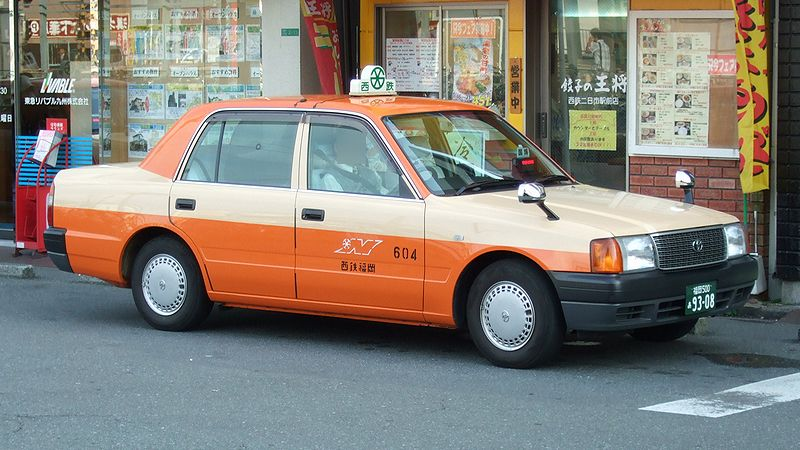
Toyota Comfort Taxi in Japan